# Liste des monuments historiques d'Avignon
Cet article recense les monuments historiques d'Avignon, département de Vaucluse, en France.

## Statistiques
Avignon compte 160 édifices comportant au moins une protection au titre des monuments historiques, soit 31,31 % des monuments historiques du département de Vaucluse.
Le graphique suivant résume le nombre d'actes de protection par décennies (ou par année avant 1880) 

## Liste
| Monument | Adresse                                                  | Coordonnées                      | Notice         | Protection            | Date                     | Illustration |
| --- | -------------------------------------------------------- | -------------------------------- | -------------- | --------------------- | ------------------------ | --- |
| Abbaye de Saint-Ruf | 27 avenue Moulin-Notre-Dame                              | 43° 55′ 58″ nord, 4° 48′ 44″ est | « PA00081811 » | Classé                | 1889                     | Abbaye de Saint-Ruf |
| Académie de Vaucluse | 5 rue Galante                                            | 43° 56′ 53″ nord, 4° 48′ 24″ est | « PA00081875 » | Classé                | 1984                     | Académie de Vaucluse |
| Ancienne Comédie | Place Crillon                                            | 43° 57′ 01″ nord, 4° 48′ 10″ est | « PA00081890 » | Classé                | 1931                     | Ancienne Comédie |
| Arcades romaines | Rue de la Peyrolerie                                     | 43° 56′ 59″ nord, 4° 48′ 27″ est | « PA00081812 » | Classé                | 1978                     | Arcades romaines |
| Aumône générale élévation, toiture | 21bis rue des Lices                                      | 43° 56′ 42″ nord, 4° 48′ 34″ est | « PA00081813 » | Inscrit               | 1956                     | Aumône généraleélévation, toiture |
| Bar du Centre salle, décor intérieur | 26 rue du Portail-Matheron                               | 43° 56′ 59″ nord, 4° 48′ 44″ est | « PA00082217 » | Inscrit               | 1991                     | Bar du Centresalle, décor intérieur |
| Cathédrale Notre-Dame des Doms | Place du Palais                                          | 43° 57′ 05″ nord, 4° 48′ 27″ est | « PA00081814 » | Classé                | 1840                     | Cathédrale Notre-Dame des Doms |
| Chapelle Notre-Dame-des-Miracles | 13 rue Velouterie                                        | 43° 56′ 40″ nord, 4° 47′ 58″ est | « PA00081823 » | Inscrit               | 1948                     | Chapelle Notre-Dame-des-Miracles |
| Chapelle de l'Oratoire oratoire | Joseph-Vernet                                            | 43° 56′ 56″ nord, 4° 48′ 12″ est | « PA00081816 » | Classé                | 1912                     | Chapelle de l'Oratoireoratoire |
| Chapelle des Pénitents noirs | 54 rue de la banasterie                                  | 43° 57′ 12″ nord, 4° 48′ 36″ est | « PA00081817 » | Classé                | 1906                     | Chapelle des Pénitents noirs |
| Chapelle des Pénitents violets élévation | Place du Grand Paradis                                   | 43° 57′ 07″ nord, 4° 48′ 40″ est | « PA00081818 » | Inscrit               | 1966                     | Chapelle des Pénitents violetsélévation |
| Chapelle Saint-Charles sacristie | rue Saint-Charles                                        | 43° 56′ 45″ nord, 4° 48′ 12″ est | « PA00081820 » | Classé                | 1965                     | Chapelle Saint-Charlessacristie |
| Chapelle Sainte-Garde Conservatoire de musique, danse et théâtre du Grand-Avignon Olivier Messiaen                                                                                          | 1-3 rue Général-Leclerc                                  | 43° 56′ 55″ nord, 4° 48′ 38″ est | « PA00081821 » | Inscrit               | 1949                     | Image manquante Téléverser |
| Chapelle des Templiers salle Le Petit Louvre | 23 rue Saint-Agricol                                     | 43° 56′ 56″ nord, 4° 48′ 16″ est | « PA00081860 » | Classé                | 2000                     | Chapelle des TemplierssalleLe Petit Louvre |
| Chapelle du Verbe Incarné élévation | 27 rue des Lices                                         | 43° 56′ 44″ nord, 4° 48′ 39″ est | « PA00081822 » | Inscrit               | 1932                     | Chapelle du Verbe Incarnéélévation |
| Chapelle de la Visitation chapelle, bâtiment conventuel, cloître, escalier, élévation, toiture                                                                                              | 35 rue Paul-Saien place de la Pignotte                   | 43° 56′ 53″ nord, 4° 48′ 44″ est | « PA00081829 » | Classé                | 1988                     | Chapelle de la Visitationchapelle, bâtiment conventuel, cloître, escalier, élévation, toiture                                                                                              |
| Château de Bouchony jardin, cour, installation hydraulique, communs, grange, noria | Île de la Barthelasse                                    | 43° 58′ 03″ nord, 4° 50′ 24″ est | « PA84000009 » | Inscrit               | 1997                     | Image manquante Téléverser |
| Château de la Durette communs, chapelle, parc paysager, cour, clôture, portail, élévation                                                                                                   | 1790 route de Marseille                                  | 43° 55′ 11″ nord, 4° 51′ 52″ est | « PA84000002 » | Inscrit               | 1996                     | Château de la Durettecommuns, chapelle, parc paysager, cour, clôture, portail, élévation                                                                                                   |
| Château de la Grande Castelette salon, chapelle, terrasse, cour, portail, maison, allée, élévation, décor intérieur                                                                         | Route de Marseille                                       | 43° 55′ 15″ nord, 4° 51′ 28″ est | « PA84000003 » | Inscrit               | 1996                     | Image manquante Téléverser |
| Château de Montcaillou maison, parc, allée | Montfavet Clos des Voulongues                            | 43° 55′ 45″ nord, 4° 53′ 21″ est | « PA84000004 » | Inscrit               | 1996                     | Image manquante Téléverser |
| Château de la Queyrelle maison, jardin, allée, vestibule, portail, salon, salle à manger, escalier, rampe d'appui, clôture                                                                  | 1158 route de Marseille                                  | 43° 55′ 19″ nord, 4° 51′ 29″ est | « PA84000005 » | Inscrit               | 1996                     | Château de la Queyrellemaison, jardin, allée, vestibule, portail, salon, salle à manger, escalier, rampe d'appui, clôture                                                                  |
| Hôtel de Caumont cour, jardin, sol | 5 rue Violette                                           | 43° 56′ 41″ nord, 4° 48′ 15″ est | « PA00081845 » | Classé                | 1964                     | Hôtel de Caumontcour, jardin, sol |
| Chapelle Notre-Dame-des-Fours et collège Saint-Nicolas cour, cloître | 17 rue du Collège-d'Annecy                               | 43° 56′ 45″ nord, 4° 48′ 17″ est | « PA00081824 » | Inscrit               | 1949 1997                | Chapelle Notre-Dame-des-Fours et collège Saint-Nicolascour, cloître |
| Collégiale Saint-Agricol parvis, escalier | Rue Saint-Agricol                                        | 43° 56′ 56″ nord, 4° 48′ 19″ est | « PA00081831 » | Classé                | 1980                     | Collégiale Saint-Agricolparvis, escalier |
| Collégiale Saint-Didier | 3 place Saint-Didier                                     | 43° 56′ 48″ nord, 4° 48′ 27″ est | « PA00081832 » | Classé                | 1983                     | Collégiale Saint-Didier |
| Collégiale Saint-Pierre |                                                          | 43° 56′ 57″ nord, 4° 48′ 30″ est | « PA00081834 » | Classé                | 1840                     | Collégiale Saint-Pierre |
| Couvent des Religieuses-de-Notre-Dame décor intérieur, porte | 1 rue des Ortolans                                       | 43° 56′ 49″ nord, 4° 48′ 19″ est | « PA84000032 » | Inscrit Classé        | 1949 2003                | Couvent des Religieuses-de-Notre-Damedécor intérieur, porte |
| Couvent de Sainte-Praxède infirmerie, escalier | 4 rue Petite-Calade                                      | 43° 56′ 52″ nord, 4° 48′ 14″ est | « PA00081827 » | Inscrit               | 1949                     | Couvent de Sainte-Praxèdeinfirmerie, escalier |
| Couvent de Saint-Véran chapelle | 7 route de Morières                                      | 43° 57′ 04″ nord, 4° 49′ 47″ est | « PA00081828 » | Classé                | 1977                     | Couvent de Saint-Véranchapelle |
| Église des Célestins église, chapelle, cloître, galerie, nef, portail, voûte, élévation, décor intérieur                                                                                    | Place des Corps-Saints                                   | 43° 56′ 37″ nord, 4° 48′ 29″ est | « PA00081826 » | Classé                | 1914                     | Église des Célestinséglise, chapelle, cloître, galerie, nef, portail, voûte, élévation, décor intérieur                                                                                    |
| Église Notre-Dame-de-Bon-Repos de Montfavet tour, corps central, corps de liaison entre livrée et église, sol et anciens murs de clôture de la cour primitive située à l'ouest de la livrée | Montfavet                                                | 43° 56′ 08″ nord, 4° 52′ 18″ est | « PA00081830 » | Classé Inscrit        | 1908 2017                | Église Notre-Dame-de-Bon-Repos de Montfavettour, corps central, corps de liaison entre livrée et église, sol et anciens murs de clôture de la cour primitive située à l'ouest de la livrée |
| Église Notre-Dame-la-Principale Chapelle des Pénitents blancs | 21 place Principale                                      | 43° 56′ 51″ nord, 4° 48′ 27″ est | « PA00125729 » | Inscrit               | 1993                     | Église Notre-Dame-la-PrincipaleChapelle des Pénitents blancs |
| Église Saint-Joseph travailleur | Rue Étienne-Martelange                                   | 43° 56′ 04″ nord, 4° 47′ 58″ est | « PA00125728 » | Inscrit               | 1993                     | Église Saint-Joseph travailleur |
| Eglise Saint-Martial actuel temple protestant | 4 rue Henri-Fabre                                        | 43° 56′ 42″ nord, 4° 48′ 22″ est | « PA00081833 » | Classé                | 1911                     | Eglise Saint-Martialactuel temple protestant |
| Église Saint-Symphorien-les-Carmes église, cloître, nef | Place des Carmes                                         | 43° 57′ 02″ nord, 4° 48′ 47″ est | « PA00081825 » | Classé Inscrit        | 1928 1932                | Église Saint-Symphorien-les-Carmeséglise, cloître, nef |
| Établissement de bains Pommer bains douches | 68 rue Philonarde                                        | 43° 56′ 50″ nord, 4° 48′ 44″ est | « PA00082218 » | Classé                | 1992                     | Établissement de bains Pommerbains douches |
| Fontaine couverte chemin | Près du chemin de Fontcouverte en direction de Montfavet | 43° 56′ 24″ nord, 4° 49′ 55″ est | « PA00081835 » | Inscrit               | 1952                     | Fontaine couvertechemin |
| Grenier à sel | 4 rue du Rempart-Saint-Lazare                            | 43° 57′ 12″ nord, 4° 48′ 43″ est | « PA00081836 » | Classé                | 1984                     | Grenier à sel |
| Hôpital Sainte-Marthe chapelle, jardin, escalier, vestibule, élévation, balustrade, arbre                                                                                                   | 34 boulevard Limbert                                     | 43° 56′ 57″ nord, 4° 49′ 07″ est | « PA00081837 » | Inscrit               | 1927 1951 1988           | Hôpital Sainte-Marthechapelle, jardin, escalier, vestibule, élévation, balustrade, arbre                                                                                                   |
| Hôtel élévation, toiture | 4 rue Violette                                           | 43° 56′ 42″ nord, 4° 48′ 17″ est | « PA00081882 » | Inscrit               | 1949                     | Hôtelélévation, toiture |
| Hôtel Adhémar de Cransac cour, escalier, salon, rampe d'appui, décor intérieur (voir également : Hôtel Madon de Châteaublanc)                                                               | 11 Rue Taulignan                                         | 43° 57′ 01″ nord, 4° 48′ 30″ est | « PA00081838 » | Classé                | 1983                     | Hôtel Adhémar de Cransaccour, escalier, salon, rampe d'appui, décor intérieur (voir également : Hôtel Madon de Châteaublanc)                                                               |
| Hôtel Armand jardin, vestibule, escalier, salon, élévation, rampe d'appui, toiture, décor intérieur, sol                                                                                    | 6 impasse de l'Oratoire                                  | 43° 56′ 57″ nord, 4° 48′ 08″ est | « PA00081839 » | Inscrit               | 1989                     | Hôtel Armandjardin, vestibule, escalier, salon, élévation, rampe d'appui, toiture, décor intérieur, sol                                                                                    |
| Hôtel de Gasqui ancien hôtel de la Bastide élévation | 16 allée des Trois-Pilats                                | 43° 57′ 05″ nord, 4° 48′ 42″ est | « PA00081841 » | Inscrit               | 1932                     | Hôtel de Gasquiancien hôtel de la Bastideélévation |
| Hôtel de Beaumont ou de Teste fontaine, cour, jardin, escalier, salon, pavement, rampe d'appui, sol, décor intérieur, mur                                                                   | 9-11 rue de la Croix                                     | 43° 56′ 59″ nord, 4° 48′ 38″ est | « PA00081840 » | Classé                | 1992                     | Hôtel de Beaumont ou de Testefontaine, cour, jardin, escalier, salon, pavement, rampe d'appui, sol, décor intérieur, mur                                                                   |
| Hôtel Bernard de Rascas | 40 rue des Marchands                                     | 43° 56′ 55″ nord, 4° 48′ 29″ est | « PA00081842 » | Classé                | 1967                     | Hôtel Bernard de Rascas |
| Hôtel Berton des Balbes de Crillon cour, escalier, élévation, toiture | 7 rue du Roi-René                                        | 43° 56′ 48″ nord, 4° 48′ 29″ est | « PA00081848 » | Classé Inscrit Classé | 1915 1932 1951           | Hôtel Berton des Balbes de Crilloncour, escalier, élévation, toiture |
| Hôtel de Blanchetti cour, sol | 3 place de la Bulle                                      | 43° 57′ 00″ nord, 4° 48′ 36″ est | « PA00081843 » | Classé                | 1984                     | Hôtel de Blanchetticour, sol |
| Hôtel de Brancas escalier, salon, élévation, décor intérieur | 7 rue Félix-Gras                                         | 43° 56′ 53″ nord, 4° 48′ 14″ est | « PA00081871 » | Inscrit               | 1932                     | Hôtel de Brancasescalier, salon, élévation, décor intérieur |
| Hôtel de Brantes élévation | 2 rue Petite-Fusterie                                    | 43° 56′ 58″ nord, 4° 48′ 16″ est | « PA00081844 » | Inscrit               | 1932                     | Hôtel de Brantesélévation |
| Hôtel Calvet de la Palun Ancienne Banque de France Carré du Palais | 1 place du Palais                                        | 43° 57′ 01″ nord, 4° 48′ 23″ est | « PA00081924 » | Classé                | 1927                     | Hôtel Calvet de la PalunAncienne Banque de FranceCarré du Palais |
| Hôtel de Seguins-Vassieux Hôtel de Pertuis de Montfaucon Hôtel de Chansiergues élévation, toiture                                                                                           | 25 rue de la Petite-Fusterie ; 17 rue Saint-Étienne      | 43° 56′ 57″ nord, 4° 48′ 15″ est | « PA00081846 » | Inscrit               | 1949                     | Hôtel de Seguins-VassieuxHôtel de Pertuis de MontfauconHôtel de Chansierguesélévation, toiture                                                                                             |
| Hôtel d’Ancézune Hôtel de Gramont-Caderousse Hôtel Charavin vestibule, escalier | 4 Plan de Lunel                                          | 43° 56′ 52″ nord, 4° 48′ 16″ est | « PA00081847 » | Inscrit               | 1932                     | Hôtel d’AncézuneHôtel de Gramont-CaderousseHôtel Charavinvestibule, escalier |
| Entrée du théâtre Essaïon-Avignon Portail du couvent des Carmes élévation, entrée | 31 rue Carreterie                                        | 43° 57′ 01″ nord, 4° 48′ 48″ est | « PA00081850 » | Inscrit               | 1932                     | Entrée du théâtre Essaïon-AvignonPortail du couvent des Carmesélévation, entrée |
| Hôtel du département Hôtel Desmarets de Montdevergues balcon, fenêtre, élévation | 1 place de la Préfecture, rue Viala                      | 43° 56′ 53″ nord, 4° 48′ 18″ est | « PA00081851 » | Inscrit               | 1932                     | Hôtel du départementHôtel Desmarets de Montdeverguesbalcon, fenêtre, élévation |
| Hôtel de Brancas de Rochefort Hôtel de l'Espine toiture | 35 rue Joseph-Vernet                                     | 43° 56′ 54″ nord, 4° 48′ 12″ est | « PA00081852 » | Inscrit               | 1956                     | Hôtel de Brancas de RochefortHôtel de l'Espinetoiture |
| Hôtel Puget de Chastueil Hôtel de Félix élévation, toiture | 52 rue de la Bonneterie                                  | 43° 56′ 50″ nord, 4° 48′ 36″ est | « PA00081853 » | Inscrit               | 1929                     | Hôtel Puget de ChastueilHôtel de Félixélévation, toiture |
| Hôtel de la Préfecture Hôtel Forbin de Sainte-Croix place, jardin, escalier, élévation, mur de soutènement, décor intérieur                                                                 | 3 rue Viala                                              | 43° 56′ 53″ nord, 4° 48′ 18″ est | « PA00081854 » | Inscrit               | 1932                     | Hôtel de la PréfectureHôtel Forbin de Sainte-Croixplace, jardin, escalier, élévation, mur de soutènement, décor intérieur                                                                  |
| Hôtel Fortia de Montréal élévation, toiture | 10 rue du Roi-René                                       | 43° 56′ 48″ nord, 4° 48′ 30″ est | « PA00081855 » | Classé                | 1954                     | Hôtel Fortia de Montréalélévation, toiture |
| Hôtel de Galéans des Issarts cour, orangerie, jardin, sol | 5 rue du Four rue Bertrand 38-38ter rue de la Banasterie | 43° 57′ 05″ nord, 4° 48′ 35″ est | « PA00081856 » | Classé                | 1986                     | Hôtel de Galéans des Issartscour, orangerie, jardin, sol |
| Hôtel Geoffroy terrasse, jardin, cour, enclos, maison, escalier, galerie, vestibule, salon, élévation, toiture, sol, décor intérieur                                                        | 13 rue Victor-Hugo                                       | 43° 56′ 51″ nord, 4° 48′ 05″ est | « PA00081857 » | Classé                | 1992                     | Hôtel Geoffroyterrasse, jardin, cour, enclos, maison, escalier, galerie, vestibule, salon, élévation, toiture, sol, décor intérieur                                                        |
| Hôtel Jean de Sudre jardin, puits | 2 rue du Puits-de-la-Reille                              | 43° 57′ 07″ nord, 4° 48′ 21″ est | « PA00081931 » | Classé                | 1928                     | Hôtel Jean de Sudrejardin, puits |
| Hôtel du Laurens escalier, élévation, rampe d'appui | 14, rue Saint-Etienne                                    | 43° 57′ 02″ nord, 4° 48′ 16″ est | « PA00081858 » | Inscrit               | 1949                     | Image manquante Téléverser |
| Hôtel Le-Gras salle à manger, décor intérieur, statue | 10 rue Petite-Saunerie                                   | 43° 56′ 58″ nord, 4° 48′ 33″ est | « PA00081859 » | Inscrit               | 1932                     | Hôtel Le-Grassalle à manger, décor intérieur, statue |
| Hôtel de Luynes cour, jardin, escalier, élévation | 14 rue des Trois-Faucons                                 | 43° 56′ 45″ nord, 4° 48′ 27″ est | « PA00081861 » | Inscrit               | 1932                     | Hôtel de Luynescour, jardin, escalier, élévation |
| Hôtel Madon de Châteaublanc cour, escalier, vestibule, salon, élévation, rampe d'appui, toiture, décor intérieur(voir également : Hôtel Adhémar de Cransac)                                 | 13 rue Banasterie                                        | 43° 57′ 00″ nord, 4° 48′ 31″ est | « PA00081862 » | Inscrit Classé        | 1932 1983                | Hôtel Madon de Châteaublanccour, escalier, vestibule, salon, élévation, rampe d'appui, toiture, décor intérieur(voir également : Hôtel Adhémar de Cransac)                                 |
| Hôtel de Saint-Priest d'Urgel Hôtel de Monery décor intérieur | 21 - 23 rue Petite-Fusterie                              | 43° 57′ 00″ nord, 4° 48′ 16″ est | « PA00081863 » | Classé                | 1989                     | Hôtel de Saint-Priest d'UrgelHôtel de Monerydécor intérieur |
| Hôtel des Monnaies élévation | 9 place du Palais                                        | 43° 57′ 03″ nord, 4° 48′ 23″ est | « PA00081864 » | Classé                | 1862                     | Hôtel des Monnaiesélévation |
| Hôtel de Montaigu décor intérieur | 37 rue du Four-de-la-Terre                               | 43° 56′ 49″ nord, 4° 48′ 42″ est | « PA00081865 » | Classé                | 1965                     | Hôtel de Montaigudécor intérieur |
| Hôtel de Galéans-Gadagne Hôtel de Montfaucon | 7 rue Violette                                           | 43° 56′ 42″ nord, 4° 48′ 14″ est | « PA00081866 » | Inscrit               | 1931                     | Image manquante Téléverser |
| Hôtel de Vervins Hôtel Pamard Hôtel La Mirande | 4 place de la Mirande                                    | 43° 57′ 00″ nord, 4° 48′ 28″ est | « PA00081867 » | Inscrit               | 1927                     | Hôtel de VervinsHôtel PamardHôtel La Mirande |
| Hôtel Peilhon de Faret élévation, toiture, décor intérieur | 2-4 rue Rappe                                            | 43° 56′ 54″ nord, 4° 48′ 26″ est | « PA00081868 » | Inscrit               | 1932 1988                | Hôtel Peilhon de Faretélévation, toiture, décor intérieur |
| Hôtel Raoulx escalier, élévation, toiture | 35 rue Bonneterie                                        | 43° 56′ 51″ nord, 4° 48′ 33″ est | « PA00081869 » | Inscrit               | 1932                     | Hôtel Raoulxescalier, élévation, toiture |
| Hôtel de Raousset-Boulbon fontaine, cour | 33 rue Joseph-Vernet                                     | 43° 56′ 55″ nord, 4° 48′ 12″ est | « PA00081870 » | Inscrit               | 1949                     | Hôtel de Raousset-Boulbonfontaine, cour |
| Hôtel de Roussas Hôtel Rata de Gargarilla cour, passage, portail, décor intérieur | 6 rue Bouquerie 19bis-21 rue Saint-Agricol               | 43° 56′ 55″ nord, 4° 48′ 17″ est | « PA00132746 » | Inscrit               | 1994                     | Image manquante Téléverser |
| Maison des vins d'Avignon Hôtel de Rochegude balcon, élévation | 4-6 rue des Trois-Faucons                                | 43° 56′ 47″ nord, 4° 48′ 27″ est | « PA00081872 » | Inscrit               | 1932                     | Maison des vins d'AvignonHôtel de Rochegudebalcon, élévation |
| Hôtel de Sade élévation | 4 rue Dorée                                              | 43° 56′ 52″ nord, 4° 48′ 19″ est | « PA00081873 » | Inscrit               | 1932                     | Hôtel de Sadeélévation |
| Hôtel de Salvador escalier, élévation, cour, portail, galerie | 19 rue du Roi-René                                       | 43° 56′ 47″ nord, 4° 48′ 37″ est | « PA00081874 » | Inscrit               | 1932 1998                | Hôtel de Salvadorescalier, élévation, cour, portail, galerie |
| Hôtel de Bassinet Hôtel des Taillades passage couvert, voûte, élévation | 58 rue Joseph-Vernet                                     | 43° 56′ 49″ nord, 4° 48′ 12″ est | « PA00081876 » | Inscrit               | 1932                     | Hôtel de BassinetHôtel des Tailladespassage couvert, voûte, élévation |
| Hôtel de Tonduti de Malijac escalier, élévation, rampe d'appui, toiture | 19 rue Petite-Fusterie 7, 9, 11 rue Joseph- Vernet       | 43° 56′ 59″ nord, 4° 48′ 15″ est | « PA00081877 » | Inscrit               | 1983                     | Hôtel de Tonduti de Malijacescalier, élévation, rampe d'appui, toiture |
| Hôtel de Valabrègue cour, jardin, enclos, portail, vestibule, escalier, salon, élévation, pavement, toiture, sol, décor intérieur                                                           | 4 rue de la Croix                                        | 43° 57′ 00″ nord, 4° 48′ 35″ est | « PA00081878 » | Inscrit               | 1989                     | Hôtel de Valabrèguecour, jardin, enclos, portail, vestibule, escalier, salon, élévation, pavement, toiture, sol, décor intérieur                                                           |
| Hôtel de Joannis de Verclos élévation, toiture | 4 place de la Principale                                 | 43° 56′ 53″ nord, 4° 48′ 26″ est | « PA00081879 » | Inscrit               | 1949                     | Hôtel de Joannis de Verclosélévation, toiture |
| Hôtel de ville beffroi, tour, escalier, élévation, toiture, décor intérieur | Place de l'Horloge                                       | 43° 56′ 57″ nord, 4° 48′ 21″ est | « PA00081880 » | Classé Inscrit        | 1862 1975                | Hôtel de villebeffroi, tour, escalier, élévation, toiture, décor intérieur |
| Immeuble élévation, toiture | 26 rue de la Balance                                     | 43° 57′ 04″ nord, 4° 48′ 20″ est | « PA00081885 » | Inscrit               | 1947                     | Immeubleélévation, toiture |
| Immeuble niche, élévation, toiture, statue | 18 rue de la Balance 1 rue de la Monnaie                 | 43° 57′ 03″ nord, 4° 48′ 21″ est | « PA00081884 » | Inscrit               | 1942                     | Immeubleniche, élévation, toiture, statue |
| Immeubles élévation, toiture | 2-4-6-8-10-12-14-16 rue de la Balance                    | 43° 57′ 01″ nord, 4° 48′ 22″ est | « PA00081883 » | Inscrit               | 1942                     | Immeublesélévation, toiture |
| Immeubles élévation, toiture | 28-30-32-34-36-38-40-42-44-46-48-50-52 rue de la Balance | 43° 57′ 04″ nord, 4° 48′ 20″ est | « PA00081886 » | Inscrit               | 1942                     | Immeublesélévation, toiture |
| Immeuble porche, escalier, salon, élévation, rampe d'appui, toiture, décor intérieur | 54 rue de la Bonneterie                                  | 43° 56′ 49″ nord, 4° 48′ 36″ est | « PA00081887 » | Inscrit               | 1976                     | Immeubleporche, escalier, salon, élévation, rampe d'appui, toiture, décor intérieur |
| Immeuble élévation, toiture | Boulevard Saint-Lazare                                   | 43° 57′ 05″ nord, 4° 49′ 11″ est | « PA00081913 » | Inscrit               | 1934                     | Image manquante Téléverser |
| Immeuble escalier, salon, élévation, rampe d'appui, décor intérieur, toiture | 16 rue de la Bouquerie                                   | 43° 56′ 50″ nord, 4° 48′ 17″ est | « PA00081888 » | Classé Inscrit        | 1977                     | Immeubleescalier, salon, élévation, rampe d'appui, décor intérieur, toiture |
| Immeuble vestibule, décor intérieur | 2 rue Dorée                                              | 43° 56′ 52″ nord, 4° 48′ 19″ est | « PA00081891 » | Inscrit               | 1977                     | Immeublevestibule, décor intérieur |
| Immeuble porte | 7 rue Dorée                                              | 43° 56′ 50″ nord, 4° 48′ 19″ est | « PA00081889 » | Inscrit               | 1949                     | Immeubleporte |
| Immeuble élévation | 52 rue des Fourbisseurs                                  | 43° 56′ 50″ nord, 4° 48′ 27″ est | « PA00081892 » | Inscrit               | 1949                     | Immeubleélévation |
| Immeuble élévation, toiture | 3 quai de la Ligne                                       | 43° 57′ 13″ nord, 4° 48′ 35″ est | « PA00081893 » | Inscrit               | 1934                     | Immeubleélévation, toiture |
| Immeubles élévation, toiture | 4-5 quai de la Ligne                                     | 43° 57′ 13″ nord, 4° 48′ 35″ est | « PA00081894 » | Inscrit               | 1934                     | Immeublesélévation, toiture |
| Immeuble élévation, toiture | 6 quai de la Ligne                                       | 43° 57′ 12″ nord, 4° 48′ 40″ est | « PA00081895 » | Inscrit               | 1934                     | Immeubleélévation, toiture |
| Immeubles élévation, toiture | 7-8 quai de la Ligne                                     | 43° 57′ 12″ nord, 4° 48′ 41″ est | « PA00081896 » | Inscrit               | 1934                     | Immeublesélévation, toiture |
| Immeuble élévation, toiture | 9-10 quai de la Ligne                                    | 43° 57′ 13″ nord, 4° 48′ 34″ est | « PA00081897 » | Inscrit               | 1934                     | Immeubleélévation, toiture |
| Immeubles élévation, toiture | 11-12 quai de la Ligne                                   | 43° 57′ 13″ nord, 4° 48′ 34″ est | « PA00081898 » | Inscrit               | 1934                     | Immeublesélévation, toiture |
| Immeubles élévation, toiture | 13-14 quai de la Ligne                                   | 43° 57′ 13″ nord, 4° 48′ 34″ est | « PA00081899 » | Inscrit               | 1934                     | Immeublesélévation, toiture |
| Immeuble élévation, toiture | 15 quai de la Ligne                                      | 43° 57′ 13″ nord, 4° 48′ 35″ est | « PA00081900 » | Inscrit               | 1934                     | Immeubleélévation, toiture |
| Immeuble élévation, toiture | 16 quai de la Ligne                                      | 43° 57′ 13″ nord, 4° 48′ 34″ est | « PA00081901 » | Inscrit               | 1934                     | Immeubleélévation, toiture |
| Immeuble élévation, toiture | 17 quai de la Ligne                                      | 43° 57′ 13″ nord, 4° 48′ 35″ est | « PA00081902 » | Inscrit               | 1934                     | Immeubleélévation, toiture |
| Immeuble élévation, toiture | 18 quai de la Ligne                                      | 43° 57′ 13″ nord, 4° 48′ 34″ est | « PA00081903 » | Inscrit               | 1934                     | Immeubleélévation, toiture |
| Immeuble élévation, toiture | 23 quai de la Ligne                                      | 43° 57′ 13″ nord, 4° 48′ 35″ est | « PA00081904 » | Inscrit               | 1934                     | Immeubleélévation, toiture |
| Immeuble élévation, toiture | 24 quai de la Ligne                                      | 43° 57′ 13″ nord, 4° 48′ 34″ est | « PA00081905 » | Inscrit               | 1934                     | Immeubleélévation, toiture |
| Immeuble élévation, toiture | 26 quai de la Ligne                                      | 43° 57′ 13″ nord, 4° 48′ 34″ est | « PA00081906 » | Inscrit               | 1934                     | Immeubleélévation, toiture |
| Immeuble de la chapellerie Mouret boutique, devanture, élévation, décor intérieur | 20 rue des Marchands                                     | 43° 56′ 55″ nord, 4° 48′ 26″ est | « PA00082219 » | Inscrit Classé        | 1991 1995                | Immeuble de la chapellerie Mouretboutique, devanture, élévation, décor intérieur |
| Immeuble élévation, toiture | 10 rue de la Petite-Fusterie                             | 43° 56′ 58″ nord, 4° 48′ 15″ est | « PA00081909 » | Inscrit               | 1966                     | Immeubleélévation, toiture |
| Immeuble élévation, toiture | 2 place Principale                                       | 43° 56′ 53″ nord, 4° 48′ 27″ est | « PA00081910 » | Inscrit               | 1949                     | Immeubleélévation, toiture |
| Immeuble porte | 8 rue Rappe                                              | 43° 56′ 55″ nord, 4° 48′ 27″ est | « PA00081911 » | Inscrit               | 1949                     | Immeubleporte |
| Immeubles élévation, toiture | 9-11 boulevard Saint-Lazare                              | 43° 57′ 09″ nord, 4° 49′ 00″ est | « PA00081914 » | Inscrit               | 1934                     | Image manquante Téléverser |
| Bibliothèque municipale d'Avignon Livrée cardinalice Ceccano tour | Place Saint-Didier 2 bis rue Laboureur                   | 43° 56′ 48″ nord, 4° 48′ 25″ est | « PA00081915 » | Classé                | 1966                     | Bibliothèque municipale d'AvignonLivrée cardinalice Ceccanotour |
| Livrée de Viviers collège, bâtiment, toiture | 5 rue du Collège-de-la-Croix                             | 43° 56′ 50″ nord, 4° 48′ 31″ est | « PA00081916 » | Inscrit Classé        | 1975 1985                | Livrée de Vivierscollège, bâtiment, toiture |
| Arceau de l'ancien collège des jésuites arcade | Rue Frédéric-Mistral                                     | 43° 56′ 45″ nord, 4° 48′ 23″ est | « PA00081917 » | Inscrit               | 1932                     | Arceau de l'ancien collège des jésuitesarcade |
| Lycée Musée lapidaire d'Avignon et ancienne chapelle du collège des Jésuites | 27 rue de la République                                  | 43° 56′ 45″ nord, 4° 48′ 21″ est | « PA00081918 » | Classé                | 1928                     | LycéeMusée lapidaire d'Avignon et ancienne chapelle du collège des Jésuites |
| Lycée agricole François Pétrarque | Montfavet R.N. 7                                         | 43° 54′ 34″ nord, 4° 53′ 01″ est | « PA00082214 » | Inscrit               | 1989                     | Lycée agricole François Pétrarque |
| Maison niche, statue | 11 rue Banasterie                                        | 43° 57′ 00″ nord, 4° 48′ 31″ est | « PA00081919 » | Inscrit               | 1932                     | Maisonniche, statue |
| Maison élévation | 40 place des Corps-Saints                                | 43° 56′ 40″ nord, 4° 48′ 27″ est | « PA00081920 » | Inscrit               | 1949                     | Maisonélévation |
| Maison arcade | 1-3 rue Favart                                           | 43° 56′ 56″ nord, 4° 48′ 22″ est | « PA00082226 » | Inscrit               | 1992                     | Maisonarcade |
| Hôtellerie du Chapeau-Rouge Maison fenêtre | 29 rue Grande-Fusterie                                   | 43° 57′ 05″ nord, 4° 48′ 16″ est | « PA00081921 » | Inscrit               | 1932                     | Hôtellerie du Chapeau-RougeMaisonfenêtre |
| Maisons élévation, toiture | 5-7 place du Palais-d'Avignon                            | 43° 57′ 02″ nord, 4° 48′ 23″ est | « PA00081925 » | Inscrit               | 1927                     | Maisonsélévation, toiture |
| Maison élévation, toiture | 15 place du Palais-d'Avignon                             | 43° 57′ 04″ nord, 4° 48′ 23″ est | « PA00081927 » | Inscrit               | 1927                     | Maisonélévation, toiture |
| Maisons élévation, toiture | 17-19 place du Palais-d'Avignon                          | 43° 57′ 04″ nord, 4° 48′ 23″ est | « PA00081928 » | Inscrit               | 1927                     | Maisonsélévation, toiture |
| Maison élévation, toiture | 21 place du Palais-d'Avignon                             | 43° 57′ 06″ nord, 4° 48′ 23″ est | « PA00081929 » | Inscrit               | 1927                     | Maisonélévation, toiture |
| Maison élévation, toiture | 8 rue Pente-Rapide-d'Avignon                             | 43° 57′ 06″ nord, 4° 48′ 23″ est | « PA00081930 » | Inscrit               | 1927                     | Maisonélévation, toiture |
| Maison niche, statue, mur, lanterne | 1 place Saint-Didier                                     | 43° 56′ 48″ nord, 4° 48′ 26″ est | « PA00081932 » | Inscrit               | 1949                     | Maisonniche, statue, mur, lanterne |
| Maison élévation, enseigne | Place Saint-Joseph                                       | 43° 57′ 08″ nord, 4° 48′ 42″ est | « PA00081936 » | Inscrit               | 1932                     | Maisonélévation, enseigne |
| Maison du Quatre de Chiffre élévation, toiture | 26 rue des Teinturiers                                   | 43° 56′ 42″ nord, 4° 48′ 50″ est | « PA00081937 » | Inscrit               | 1927                     | Maison du Quatre de Chiffreélévation, toiture |
| Maison élévation, toiture | 4 rue Vieille-Juiverie                                   | 43° 57′ 08″ nord, 4° 48′ 22″ est | « PA00081938 » | Inscrit               | 1927                     | Image manquante Téléverser |
| Maison Casal tour | 6 rue Joseph-Vernet                                      | 43° 57′ 00″ nord, 4° 48′ 15″ est | « PA00081922 » | Inscrit               | 1949                     | Maison Casaltour |
| Maison des Chartreux maison, toiture | 17 rue du Linas                                          | 43° 57′ 03″ nord, 4° 48′ 13″ est | « PA00081907 » | Inscrit               | 1982                     | Maison des Chartreuxmaison, toiture |
| Maison Jean-Vilar cour, jardin, porte, élévation | Rue Mons                                                 | 43° 56′ 57″ nord, 4° 48′ 24″ est | « PA00081849 » | Inscrit               | 1972                     | Maison Jean-Vilarcour, jardin, porte, élévation |
| Maison de la Petite Lanterne élévation, toiture | 64 rue Joseph-Vernet                                     | 43° 56′ 48″ nord, 4° 48′ 12″ est | « PA00081923 » | Inscrit               | 1932                     | Maison de la Petite Lanterneélévation, toiture |
| Maison des Forli dite de la Reine Jeanne élévation | 22 rue Saint-Étienne                                     | 43° 57′ 02″ nord, 4° 48′ 15″ est | « PA00081933 » | Inscrit               | 1927                     | Maison des Forli dite de la Reine Jeanneélévation |
| Maison des Forli dite de la Reine Jeanne élévation | 24 rue Saint-Étienne                                     | 43° 57′ 02″ nord, 4° 48′ 15″ est | « PA00081934 » | Inscrit               | 1927                     | Maison des Forli dite de la Reine Jeanneélévation |
| Maison des Forli dite de la Reine Jeanne élévation | 24bis rue Saint-Étienne                                  | 43° 57′ 02″ nord, 4° 48′ 15″ est | « PA00081935 » | Inscrit               | 1927                     | Image manquante Téléverser |
| Maison du roi René maison, décor intérieur | 11 rue du Roi-René 6 rue Grivolas                        | 43° 56′ 47″ nord, 4° 48′ 34″ est | « PA00081912 » | Classé                | 1975                     | Maison du roi Renémaison, décor intérieur |
| Maisons et tour de Mirault tour, élévation, toiture | 11-13-13bis place du Palais-d'Avignon                    | 43° 57′ 03″ nord, 4° 48′ 23″ est | « PA00081926 » | Inscrit               | 1927                     | Maisons et tour de Miraulttour, élévation, toiture |
| Marché de Franque boutique, toiture | 22 rue du Vieux-Sextier                                  | 43° 56′ 53″ nord, 4° 48′ 32″ est | « PA00081939 » | Inscrit               | 1989 1991 1992           | Marché de Franqueboutique, toiture |
| Monument aux morts du jardin des Doms | Montée des Moulins Jardin du rocher des Doms             | 43° 57′ 07″ nord, 4° 48′ 26″ est | « PA84000055 » | Inscrit               | 2010                     | Monument aux morts du jardin des Doms |
| Hôtel de Villeneuve-Martignan, Musée Calvet cour, jardin, sol, bâtiment | 65 rue Joseph-Vernet                                     | 43° 56′ 49″ nord, 4° 48′ 12″ est | « PA00081881 » | Classé                | 1963                     | Hôtel de Villeneuve-Martignan, Musée Calvetcour, jardin, sol, bâtiment |
| Petit Palais, Musée du Petit Palais cellier, chapelle, place, jardin, réfectoire, clôture, cuisine, élévation                                                                               | Place du Palais                                          | 43° 57′ 09″ nord, 4° 48′ 23″ est | « PA00081945 » | Classé                | 1910 1992                | Petit Palais, Musée du Petit Palaiscellier, chapelle, place, jardin, réfectoire, clôture, cuisine, élévation                                                                               |
| Noviciat des Jésuites Hospice Saint Louis | 20, rue Portail Boquier                                  | 43° 56′ 38″ nord, 4° 48′ 17″ est | « PA00081940 » | Inscrit               | 1950                     | Noviciat des JésuitesHospice Saint Louis |
| Opéra salle de spectacle, escalier, vestibule, élévation, toiture | Place de l'Horloge                                       | 43° 56′ 59″ nord, 4° 48′ 20″ est | « PA00081948 » | Inscrit               | 1988                     | Opérasalle de spectacle, escalier, vestibule, élévation, toiture |
| Palais des papes bâtiment conventuel, cloître, chapelle, galerie, élévation, toiture, sol, entrée                                                                                           | 2 place du Palais                                        | 43° 57′ 04″ nord, 4° 48′ 27″ est | « PA00081941 » | Classé                | 1840                     | Palais des papesbâtiment conventuel, cloître, chapelle, galerie, élévation, toiture, sol, entrée                                                                                           |
| Hôtel de Baroncelli-Javon Palais du Roure | 3-5-7 rue du Collège-du-Roure                            | 43° 56′ 54″ nord, 4° 48′ 20″ est | « PA00081942 » | Classé                | 1941                     | Hôtel de Baroncelli-JavonPalais du Roure |
| Pont Saint-Bénézet chapelle Saint-Bénézet, pont | 29 quai de la Ligne                                      | 43° 57′ 14″ nord, 4° 48′ 18″ est | « PA00081815 » | Classé                | 1840                     | Pont Saint-Bénézetchapelle Saint-Bénézet, pont |
| Remparts enceinte, pont, tour, porte de ville |                                                          | 43° 56′ 34″ nord, 4° 48′ 18″ est | « PA00081943 » | Classé                | 1906 1914 1915 1933 1937 | Rempartsenceinte, pont, tour, porte de ville |
| Rotonde ferroviaire | Rue Pierre-Sémar                                         | 43° 56′ 18″ nord, 4° 49′ 22″ est | « PA00081944 » | Inscrit               | 1984                     | Rotonde ferroviaire |
| Synagogue décor intérieur | Place de Jérusalem                                       | 43° 56′ 55″ nord, 4° 48′ 32″ est | « PA00081947 » | Classé                | 1990                     | Synagoguedécor intérieur |
| Chapelle Sainte-Catherine (ancienne) | Rue Sainte-Catherine                                     | 43° 57′ 04″ nord, 4° 48′ 37″ est | « PA00081819 » | Inscrit               | 1974                     | Chapelle Sainte-Catherine (ancienne) |
| Tour tour | 28 quai de la Ligne                                      | 43° 57′ 13″ nord, 4° 48′ 34″ est | « PA00081955 » | Inscrit               | 1934                     | Tourtour |
| Tour des Augustins tour | 16 rue Carreterie                                        | 43° 57′ 00″ nord, 4° 48′ 47″ est | « PA00081949 » | Classé                | 1912                     | Tour des Augustinstour |
| Tour et chapelle des Cordeliers chapelle, tour | Rue des Teinturiers                                      | 43° 56′ 44″ nord, 4° 48′ 43″ est | « PA00081950 » | Inscrit               | 1932                     | Tour et chapelle des Cordelierschapelle, tour |
| Tour d'Espagne tour | Montfavet                                                | 43° 56′ 22″ nord, 4° 52′ 00″ est | « PA00081951 » | Inscrit               | 1953                     | Tour d'Espagnetour |
| Tour de la Madeleine tour | 28 rue Petite-Fusterie                                   | 43° 57′ 01″ nord, 4° 48′ 17″ est | « PA00081952 » | Inscrit               | 1974                     | Tour de la Madeleinetour |
| Tour Saint-Jean-le-Vieux tour | Place Pie                                                | 43° 56′ 54″ nord, 4° 48′ 36″ est | « PA00081953 » | Classé                | 1909                     | Tour Saint-Jean-le-Vieuxtour |
| Tour de la Saunerie tour, vestibule, escalier | 25 rue carnot                                            | 43° 56′ 57″ nord, 4° 48′ 36″ est | « PA00081954 » | Inscrit               | 1988                     | Tour de la Saunerietour, vestibule, escalier |
| Vestiges antiques mur de soutènement | 1 rue Racine                                             | 43° 56′ 57″ nord, 4° 48′ 17″ est | « PA00081946 » | Classé                | 1978                     | Vestiges antiquesmur de soutènement |
| Vice-Gérence bâtiment | 10 rue de Mons                                           | 43° 57′ 00″ nord, 4° 48′ 25″ est | « PA00081956 » | Classé                | 1986                     | Vice-Gérencebâtiment |